# Esin Engin
Esin Engin (17 mai 1945 4 mai 1997) est un musicien, compositeur, arrangeur et acteur de cinéma turc. 

## Biographie
Il est né à Sivas, en Turquie, en 1945 dans une famille d'origine tatare de Crimée. 

### Études
Il commence la musique à l'âge de 5 ans. 
Il a d'abord étudié la musique classique turque avec le oud et le droit. Aux États-Unis, où il fait des études secondaires, il étudie le piano et la musique occidentale, ainsi que des cours d'harmonie et de composition. 
Après avoir obtenu un diplôme du North Collins High School à New York, États-Unis en 1963, il retourne en Turquie et obtient un diplôme de journaliste à Istanbul en 1968. Il est diplômé de l'école de journalisme de l'université d'Istanbul et du département de la voix du conservatoire de la municipalité d'Istanbul.

### Parcours professionnel
Il travaille comme musicien et soliste dans d'importants orchestres de l'époque et interprète des chansons pour des films. Il a fait son premier 45e en 1968. Il se fait notamment connaître avec deux 45's en 1972, « Dök Zülfünü Meydane Gel » et « Tango ». Dans « Dök Zülfünü Meydane Gel », il interprète de la musique classique turque pour la première fois. Dans « Tango », il remet les tangos des années 30 à l'ordre du jour avec différents arrangements. En 1973, il sort « Bana Ellerini Ver/Gözlerin Deniz » 45 et « Modern Oyun Havaları ». Cet album instrumental, un arrangement de musique traditionnelle turque jouée par son propre orchestre, attire une grande attention et bat des records de vente en Turquie. Il a joué un grand rôle dans la promotion de notre musique en exportant à l'étranger. Après ce succès, Esin Engin a sorti d'autres albums de « Anadolu » en 1974, « Modern Fasıl » en 1978 et « Modern Oyun Havaları » dans diverses années. D'un autre côté, en 1974, « Dönmeyen Yıllar/Ankara'nın Taşına Bak », « Tangolar » et « Dünden Bugüne », « Aşık Olmuşum/Sana Geldim » en 1976, « Sen de Bizdensin Arkadaş/Gurur Duyarım ». Il a continué à chanter avec les tubes 45 tels que « Gönül Oyunu/Sevmesin Yeter » en 1978.
Arrangeur, chef d'orchestre et musicien depuis 1972, il a été la clé du succès dans les coulisses de nombreux artistes de la pop turque et de la musique turque. Sezen Aksu, Erol Evgin, Zerrin Özer, Nükhet Duru, Nilüfer, İlhan İrem, Tanju Okan, Tülay Özer, Esmeray, Ayla Algan, Erol Büyükburç, Ömür Göksel, Atilla Atasoy, Gönül Akkor, Yıldıskirmiks. Il a composé pour de nombreux artistes tels que Önal et signé de nombreux morceaux à succès. Avec des compositeurs tels que Melih Kibar, Bora Ayanoğlu et Selmi Andak; Il a travaillé avec des auteurs-compositeurs tels que Çiğdem Talu, Ülkü Aker et Fikret Şeneş.
En 1980, il a dirigé la musique de comédies musicales telles que « Hisseli Harikalar Kumpanyası » et en 1984, « Lüküs Hayat », « Kanlı Nigar », « Fermanlı Deli Hazretleri », « Deli Eder İnsanı Bu Dünya » gibi birçok müzikal. Il a composé de nombreuses pièces de théâtre telles que « Aile Şerefi », « Gazeteciden Dost », « İstanbul'un Gözleri Mahmur » et « Müfettiş ».
Dans le domaine de la musique de film, il a travaillé avec des réalisateurs tels que Osman F. Seden et Atıf Yılmaz. En 1986, il a interprété la musique classique de la série « Çalıkuşu », dans laquelle Aydan Şener a joué le rôle principal. Des films de cinéma tels que « Zübük », « Hayallerim », « Aşkım ve Sen », « Kadının Adı Yok », « Çöpçüler Kralı »; Il a réalisé des compositions pour des séries télévisées telles que « Yol Palas Cinayeti », « İki Kadın », Tatlı Betüş, Gül ve Diken, İki Kız Kardeş », « Zühre ».
Esin Engin, atteint d'une leucémie en 1994, continue à composer depuis son lit.
Durant cette dernière période, il a signé des albums tels que « Nostalgic Russian Tzigane », « Gypsy Fire », « Film Müzikleri ». Il décède du cancer le 4 mai 1997.

## Discographie
- Modern Oyun Havaları (1973)
- Anadolu (1973)
- Dünden Bugüne (1974)
- Modern Oyun Havaları 2 (1975)
- Oyun Havaları, vol. 1 (1989)
- Oyun Havaları, vol. 2 (1995)
- Çiftetelli - Oyun Havaları, vol. 3
- Oyun Havaları, vol. 4 (1996)
- Film Müzikleri, vol. 1 (1995)
- Film Müzikleri, vol. 2 (2000, album posthume)
- Film Müzikleri, vol. 3 (2000, album posthume)
- Modern Fasıl (1978)
- Nostaljik Fasıl (1992)
- Tangolar (1974, réédité en 1996)
- Son Tango (1998, album posthume)
- Best of Belly Dance from Turkey
- Nostalgic Russian Tzigane (1990)
- Gypsy Fire (1990)
- Best of Russia

## Filmographie

### Compositeur de musique de film
- Kanlı Nigar (1981)
- Adile Teyze (1983)
- Çalıkuşu (1986)
- Yeniden Doğmak (1987)
- Hayallerim, Aşkım ve Sen (1987)
- Sürgün (le bannissement) (1992)
- Tatlı Betüş (1993)

### Acteur
- Sept Ne Yapmaz (1970)
- Dert Bende (1973)

## Voir également
- Musique turque
- Nostalgic Russian Tzigane